# Edinanci da Silva
Edinanci Fernandes da Silva (ur. 23 sierpnia 1976) – brazylijska judoczka. Czterokrotna olimpijka. Zajęła piąte miejsce w Pekinie 2008; siódme w Atlancie 1996, Sydney 2000 i Atenach 2004. Walczyła w wadze półciężkiej i ciężkiej.
Brązowa medalistka mistrzostw świata w 1997 i 2003, siódma w 2007; uczestniczka zawodów w 2001. Startowała w Pucharze Świata w  1997, 2000, 2004, 2007 i 2008. Złota medalistka igrzysk panamerykańskich w 2003 i 2007; brązowa w 1999. Wygrała igrzyska Ameryki Południowej w 1998. Zdobyła sześć medali na mistrzostwach panamerykańskich w latach 1997–2008. Pięciokrotna mistrzyni Ameryki Południowej. 

## Letnie Igrzyska Olimpijskie 1996
| Konkurencja | Eliminacje          | Eliminacje                    | Repasaże            | Repasaże             | Klas. końcowa |
| Konkurencja | Przeciwnik I        | Przeciwnik II                 | Przeciwnik I        | Przeciwnik II        | Miejsce       |
| ----------- | ------------------- | ----------------------------- | ------------------- | -------------------- | ------------- |
| +72 kg      | Noriko Anno (JPN) Z | Swietłana Gundarienko (RUS) P | Éva Gránitz (HUN) Z | Johanna Hagn (GER) P | 7.            |

## Letnie Igrzyska Olimpijskie 2000
| Konkurencja | Eliminacje             | Eliminacje                | Eliminacje       | Repasaże                     | Repasaże                     | Klas. końcowa |
| Konkurencja | Przeciwnik I           | Przeciwnik II             | 1/4              | Przeciwnik I                 | Przeciwnik II                | Miejsce       |
| ----------- | ---------------------- | ------------------------- | ---------------- | ---------------------------- | ---------------------------- | ------------- |
| 78 kg       | Sandra Godinho (POR) Z | Natalie Jenkinson (AUS) Z | Tang Lin (CHN) P | Sambuugijn Daszdulam (MGL) Z | Emanuela Pierantozzi (ITA) P | 7.            |

## Letnie Igrzyska Olimpijskie 2004
| Konkurencja | Eliminacje             | Eliminacje            | Repasaże             | Repasaże             | Klas. końcowa |
| Konkurencja | Przeciwnik I           | Przeciwnik II         | Przeciwnik I         | Przeciwnik II        | Miejsce       |
| ----------- | ---------------------- | --------------------- | -------------------- | -------------------- | ------------- |
| 78 kg       | Houda Ben Daya (TUN) Z | Céline Lebrun (FRA) P | Nicole Kubes (USA) Z | Lucia Morico (ITA) P | 7.            |

## Letnie Igrzyska Olimpijskie 2008
| Konkurencja | Eliminacje                | Repasaże               | Repasaże              | Repasaże                         | Finały                  | Klas. końcowa |
| Konkurencja | Przeciwnik I              | Przeciwnik I           | Przeciwnik II         | Przeciwnik III                   | o 3. miejsce            | Miejsce       |
| ----------- | ------------------------- | ---------------------- | --------------------- | -------------------------------- | ----------------------- | ------------- |
| 78 kg       | Esther San Miguel (ESP) P | Wiera Moskaluk (RUS) Z | Lucia Morico (ITA) 'Z | Pürewdżargalyn Lchamdegd (MGL) Z | Jeong Gyeong-mi (KOR) P | 5.            |